# FCL LM2.700
Die Reihe LM2.700 waren dreiachsige schmalspurige Zahnradlokomotiven der Ferrovie Calabro Lucane (FCL) und später der Ferrovie della Calabria (FC) in Süditalien. 2010 wurden die Lokomotiven zu zweiachsigen Adhäsionslokomotiven umgebaut.

## Geschichte
Bis Ende der 1970er-Jahre waren leistungsschwache Schienenbusse und die langsamen Dampflokomotiven der Reihe 500 die einzigen Triebfahrzeuge der Strecke Cosenza–Catanzaro mit Zahnradantrieb. 1981 lieferte die Schweizerische Lokomotiv- und Maschinenfabrik (SLM) drei dreiachsige dieselhydraulische Zahnradlokomotiven, die nach dem Vorbild der HGm 2/3 der Chemin de fer du Montenvers konstruiert waren. Mit den von einem relativ schwachen 550-PS-Breda-Motor angetriebenen Lokomotiven wurden Triebwagen der Reihe M2.120 und M2.200 über den Zahnstangenabschnitt in Catanzaro geschoben.
Mit der Aufteilung der Ferrovie Calabro Lucane kamen die drei SLM-Schublokomotiven („spintori“) zu den Ferrovie della Calabria. Seit dem Erscheinen der M4c-Zahnradtriebwagen wurde der umständliche und personalintensive Schiebedienst überflüssig und die Lokomotiven wurden nur noch für Sonderzüge eingesetzt. 2010 wurden sie modernisiert, mit einem neuen Dieselmotor versehen und die Laufachse und der Zahnradantrieb entfernt, um sie als Rangier- und Hilfslokomotiven zu verwenden.